# Jaklin, Borovlje
Jaklin (nemško Jaklin) je naselje v Občini Borovlje v Okraju Celovec-dežela na Koroškem v Avstriji.